# Михайлов, Александр Александрович (альпинист)
Алекса́ндр Алекса́ндрович Миха́йлов (19 июля 1943, Полевской, Свердловская область — 8 мая 2005, Эльбрус) — советский и российский альпинист, мастер спорта СССР, заслуженный тренер России, заслуженный работник физической культуры Российской Федерации. Совершил более тридцати восхождений высшей категории сложности в различных горных системах мира. Главный тренер российской сборной, впервые в истории отечественного альпинизма удостоенной самой престижной международной награды в этом виде спорта «Золотой ледоруб».

## Краткая биография
Александр Михайлов родился 19 июля 1943 года в городе Полевской Свердловской области СССР. В 1966 году окончил Уральский политехнический институт по специальности радиоэлектронные устройства, после которого в 1968—1970 годах проходил военную службу в рядах вооружённых сил СССР. После службы в армии вернулся в институт, в котором работал старшим научным сотрудником на факультете радиотехники. В 1973 году был переведён в Свердловский филиал Всесоюзного НИИ метрологии, а позже работал в Институте математики и механики Уральского отделения АН СССР (УрО РАН).
Альпинизмом начал заниматься с 1961 года. Уже в 1967 году за траверс памирских вершин Шильбе-Сандал-Музджилга в составе сборной команды Свердловской области (В. Земеров, Г. Волынец, П. Егоров, В. Кушнарев, Ю. Смирнов, В. Шкодин, П. Шульгин) стал золотым призёром чемпионата СССР. На следующий год за восхождение в составе сборной команды Вооруженных Сил СССР на пик Революции (6974 м), получившим 2-е место в чемпионате СССР, был удостоен звания мастер спорта.
В течение 1967—1982 годов А. Михайлов одиннадцать раз принимал участие в чемпионате СССР в составе сборных команд Свердловской области и ВС СССР. В списке его восхождений пик Ленина (7134 м), пик Энгельса, пик Маяковского (6096 м), Ушба Северная, Хан-Тенгри (7010 м), п. Победы, п. Корженевской (7105 м), Барунтзе (7129) (Гималаи) и многие другие.
С 1975 года Михайлов являлся главным тренером сборной команды по альпинизму Уральского военного округа, а с 1988 года тренером сборной альпинистов-высотников Свердловской области. Под его руководством уральцы пять раз становились чемпионами СССР и России и шесть раз призёрами чемпионатов.
Наиболее выдающимся достижением А. Михайлова стало руководство (вместе с С. Ефимовым) сборной командой России, которая в 1997 году совершила первое восхождение по западной стене Макалу (8463 м) и впервые в истории отечественного альпинизма была удостоена самой престижной международной награды «Золотой ледоруб».
Среди учеников и воспитанников Михайлова такие заслуженные мастера как М. Дэви, М. Брук, А. Клёнов, С. Борисов, С. Хабибулин, А. Болотов и Н. Жилин. За свои достижения, в том числе как тренера, А. Михайлов был награждён медалью «50 лет Вооружённых Сил СССР», почётным знаком «За заслуги в развитии физической культуры и спорта», а в 1999 году Указом Президента России ему было присвоено звание «Заслуженный работник физической культуры Российской Федерации».
Михайлов пропал без вести на учебно-тренировочных сборах «Эльбрусиада — 2005» 8 мая 2005 года во время восхождения в качестве руководителя группы на вершину Эльбрус Восточная.
В Екатеринбурге на Широкореченском кладбище был установлен кенотаф Александру Михайлову.